# Richard Wolff (zapaśnik)
Richard Wolff (ur. 19 października 1948 w Bad Reichenhall) – zachodnioniemiecki zapaśnik walczący w obu stylach. Olimpijczyk z Montrealu 1976, gdzie zajął siódme miejsce w kategorii +100 kg w stylu klasycznym. Zajął czwarte miejsce w mistrzostwach Europy w 1976 roku.
Zdobył dziewięć tytułów mistrza Niemiec w latach: 1976-1980 i 1982, drugi w 1973 i 1975 a trzeci w 1982.
- Turniej w Montrealu 1976

Wygrał ze Szwedem Arne Robertssonem, a przegrał z Węgrem Jánosem Rovnyai i Rumunem Romanem Codreanu.